# HI Весов
HI Весов (лат. HI Librae), HD 134214 — двойная звезда в созвездии Весов на расстоянии приблизительно 304 световых лет (около 93 парсеков) от Солнца. Видимая звёздная величина звезды — от +7,487m до +7,48m.

## Характеристики
Первый компонент — белая вращающаяся переменная звезда типа Альфы² Гончих Псов (ACVO) спектрального класса ApSrEu(Cr).